# 크리스토프 다움
크리스토프 다움(독일어: Christoph Daum, 1953년 10월 24일~2024년 8월 24일)은 독일의 전 축구 선수, 축구 감독이다.

## 선수 경력
다움의 선수 경력은 자료조차 찾기 힘들 정도로 일천하다. 1986년 전통의 명문이자, 분데스리가 초대 챔피언이었던 1. FC 쾰른의 감독을 맡을 당시 그의 경력은 쾰른의 유소년팀 감독과 A팀 어시스턴트 코치 경력, 그리고 체육학 학사가 전부였다.

## 감독 경력

### 초기
1981년부터 1985년까지 1. FC 쾰른 유소년 팀에서 감독을 하며 아마추어 경력을 쌓은 다움은 1986년에 1. FC 쾰른 성인 팀과 계약하게 되었다.그의 떨어지는 인지도는 쾰른 팬들의 우려감과 비판을 자아내었다. 그러나 중위권이었던 쾰른을 두 번의 준우승을 하는 등 안정감 있게 이끌어나가며 감독 데뷔를 마친 다움은 1990년 VfB 슈투트가르트와 계약하고 결국 1991-92 시즌에 팀을 분데스리가에서 우승시켰다.

### 베식타시 JK, 레버쿠젠
크리스토프 다움은 1993년 베식타시 JK와 계약 한 뒤 첫 시즌만에 튀르키예 쿠파스을, 1994-95 시즌에는 쉬페르리그 우승 컵을 베식타시에게 안겨주었다.
1996년 6월, 독일로 돌아가 1부 리그에 새로 승격한 바이어 레버쿠젠의 사령탑에 오르고 첫 시즌을 2위로 마감하며 화려한 경력을 계속 이어가던 다움은 코카인 스캔들로 인해 2001년, 레버쿠젠을 떠났다.

### 코카인 스캔들, FK 아우스트리아 빈
2001년, 독일 국가대표팀의 감독으로 내정되었으나 코카인을 복용한 게 언론에 퍼진 일명 코카인 스캔들로 결국 독일 국가대표팀 감독직은 루디 푈러로 넘어가고 분데스리가의 어떤 팀도 그를 원하지 않는 상황까지 오게 되었다. 그는 유배 되듯이 2001년 4월에 다시 튀르키예로 돌아와 베식타시 JK의 감독직을 맡았다. 그러나 튀르키예 생활은 그리 오래가지 못하였고 2002-03 시즌에 오스트리아로 가 FK 아우스트리아 빈과 계약을 맺었다. FK 아우스트리아 빈을 리그와 컵을 우승 시키며 스캔들의 아픔을 실력으로 이겨낸 다움은 2003년, 페네르바체로 2년 반 계약과 함께 튀르키예로 다시 한번 돌아왔다.

### 페네르바체
2003-04, 2004-05 두 시즌 동안 페네르바체는 다움과 함께 리그 2연패를 하며 전성기를 누렸다. 이는 다시 한번 다움의 감독 능력이 세계에 알려진 계기가 되었다. 다움이 페네르바체를 지도한 뒤부터 페네르바체는 UEFA 챔피언스리그에 단골 손님이 될 수 있었고 또한 그는 갈라타사라이로 치우쳤던 튀르키예 리그 판도를 뒤집어, 페네르바체가 리그에서 우위를 점하는 중요한 임무를 성공적으로 마쳤다. 이 때부터 다시 분데스리가에서는 다움을 차기 감독으로 생각하는 팀들이 나오기 시작하였다.

### 독일로 돌아오다
오스트리아와 튀르키예에서 보여준 그의 환상적인 마법은 FC 샬케 04나 보루시아 도르트문트에서 차기 감독으로 그를 고려하게 만들었고 독일 국가대표팀에서도 루디 푈러가 물러나자 코카인 파동으로 사령탑에 올라오지 못하였던 다움을 차기 감독으로 세우자는 의견들이 많았다. 그러나 코카인 스캔들로 부담을 가지고 있었던 다움은 독일 복귀를 고사하였다.
2006년 페네르바체과 이별한 다움은 건강 검진 차 들렀던 고향 쾰른에서 생각치 못한 1. FC 쾰른 구단의 구애를 받고 결국 2010년까지 계약한 후 2007-08 시즌엔 2부리그로 떨어져있었던 쾰른을 분데스리가로 다시 승격시켰다.

### 다시 튀르키예로
베식타시와 페네르바체에서 뛰어난 지도력을 보였던 다움은 2009-10 시즌, 다시 튀르키예로 복귀하게 되었다.
스페인을 유로 2008에서 우승 시킨 루이스 아라고네스가 페네르바체에서 성적 부진의 이유로 해임된 가운데 차기 감독을 찾던 페네르바체는 한 때 황금기를 만들어냈던 다움을 다시 한번 페네르바체의 사령탑에 앉혔다.
이로써 그는 4번째 튀르키예 생활을 시작하게 되었다.

## 성취
- 독일 분데스리가 우승
  - 1991-1992 VfB 슈투트가르트
- 튀르키예 쉬페르리그 우승
  - 1994-1995 베식타시 JK
  - 2003-2004 페네르바체 SK
  - 2004-2005 페네르바체 SK
- 튀르키예 쿠파스 우승
  - 1993-1994 베식타시 JK
- 튀르키예 쉬페르 쿠파
  - 2009년 페네르바체 SK
- 오스트리아 분데스리가 우승
  - 2002-2003 FK 아우스트리아 빈
- 오스트리아 컵 우승
  - 2002-2003 FK 아우스트리아 빈